# Mesoleptus annexus
Mesoleptus annexus là một loài tò vò trong họ Ichneumonidae.